# Station Świątniki
Station Świątniki is een spoorwegstation in de Poolse plaats Świątniki Małe.